# Choraputs
Choraputs (ryska: Хоропуть, vitryska: Хорапуць) är ett vattendrag i Belarus, på gränsen till Ryssland. Det ligger i den östra delen av landet, 300 km sydost om huvudstaden Minsk.
Trakten runt Choraputs består till största delen av jordbruksmark. Runt Choraputs är det ganska glesbefolkat, med 31 invånare per kvadratkilometer.